# Светешников, Надея Андреевич
Надея (Епифаний) Андреевич Светешников (около 1580 — 27 декабря 1645) — крупный русский купец и промышленник первой половины XVII века, один из лидеров Ярославского посада времен Смуты, финансовый спонсор ополчения Минина и Пожарского.
Род Светешниковых, по местному преданию, происходил из Великого Новгорода. После разгрома Новгорода Иваном Грозным в 1569 году многие посадские семьи были насильно переселены в другие земли. Семья Светешниковых попала в Ярославль. Надея — мирское имя Светешникова. Он был одним из лидеров ярославского посада. Так, в 1608 году представлял интересы посада вместе с Григорием Никитниковым при урегулировании вопросов распределения государева тягля между посадской общиной и ловецкими крестьянами.
Вместе с другими богатыми ярославскими купцами принимал деятельное участие в создании материальной базы ополчения Минина и Пожарского. С земским старостой Григорием Никитниковым организовал в Ярославле производство копий, рогатин и доспехов для ополчения, финансировал его содержание. Был участником временного русского правительства, Совета всея земли.
Государев гость. В 1613 году получил в числе восьми купцов от царя Михаила Федоровича жалованную грамоту «на гостиное имя». По определению историка М. М. Богословского, торговые люди, получая звание гостей или гостиной сотни, «переставали быть черными, становились служилыми людьми, в знак чего именовали себя в челобитных царю уже не сиротами государя, как назывались крестьяне и рядовые посадские люди, а холопами, как именовались дворяне». Доверенное лицо отца царя патриарха Филарета. Торговый агент царя, закупал на свои средства предметы его обихода, в частности заморские ткани на платье и сахар, получая затем из казны компенсацию. Участвовал в государственных проектах, исполняя казенные поручения. В 1624 году принес казне 28 тысяч рублей дохода, наладив покупку икры в Астрахани и доставку ее в Архангельск для продажи иностранцам. За эту успешную сделку царь пожаловал Надею Светешникова серебряным ковшом, атласом и 40 соболями. в 1630-е годы по поручению царя, отбывая гостиную службу, занимался государственной добычей и выплавкой меди на Каме (Пыскорский казенный завод).
Основной источник богатства Светешникову давала большого размаха торговля как внутри страны, так и с Англией (в Архангельске) и Персией (через брата, Павла). Наибольший доход ему приносила сибирская торговля, обмен разных товаров на пользовавшуюся в Европе большим спросом пушнину. В Архангельске эта пушнина обменивалась на западные товары. Отделения его торговой компании были расположены в Мангазее, Якутске, Тобольске, Нижнем Новгороде, Архангельске, Ярославле, Перми, Москве и Пскове. Сам организовывал охоту на пушного зверя, чтобы нарастить торговые обороты. Часто брал в государственной казне меха для перепродажи. Кроме того, Светешников занимался ростовщичеством вследствие острой нехватки денег в колонизируемой Сибири.
Крупная иностранная торговля, колониальные предприятия, ростовщичество дополнялись землевладением. Светешников приобретал деревни с крестьянами и был довольно значительным землевладельцем: в Ярославском уезде в 1644 году он владел деревней Смерицей на Мологе, селом Прусово. Кроме этого, ему принадлежали в Шацком уезде село Пеньки и сельцо Селевки под Москвой в Дмитровском уезде. Его земельные владения оценивались в не менее чем 5500 рублей.
Солевар. Организовал соляные промыслы, сначала в Костромском уезде, а потом (с 1631) ему было пожаловано за оброк огромное землевладение на Волге, в Самарской Луке (Усолье), где тогда было дикое поле. Границы светешниковских земель начинались северо-западнее современного с. Усолья (у современного с. Актуши), переходили на левый берег Волги и охватывали значительные массивы в районе Ягодного Яра и современного Тольятти. В окрестностях нынешнего Жигулевска западнее старинной деревни Моркваши, ныне слившейся с Жигулевском, они вновь переходили через Волгу на Самарскую Луку, пересекали ее по линии Морквашинские вершины — Брусянские вершины — устье Брусянского оврага (Сухая Брусянка), вновь выходили на берег Волги и спускались вниз по течению до современного с. Переволоки; там по перешейку переходили на реку Усу, поднимались вверх по течению до устья р. Тишерека и, наконец, через Кузькин Ключ вновь выходили на Актушу. К этому оброчному владению были примежеваны значительные рыболовные угодья. Оборудование, а также большие запасы дров, около 1,5 тыс. куб. сажен, ценное железо на плотах было переправлено по Волге в Жигули. Светешников хозяйствовал в Усолье 28 лет, оборудовал около восьми варниц, по его имени вся местность получила название Надеино Усолье. Светешников использовал вольнонаемный труд. Перевозил крестьян из других своих владений, принимал и беглых крестьян. Для охраны волжских промыслов от нападений ногайских татар, воровских казаков и торгоутов содержал отряд пищальников (33 чел. с 16 пушками) и построил остроги, оградив господский дом, церковь и колокольню (это место ныне затоплено Куйбышевским водохранилищем).
В 1644 году состояние Надеи Светешникова, не считая московской и ярославской недвижимости, оценивалось в 35 500 рублей (около полумиллиона в золотых рублях конца XIX века, то есть около 0,25 млн долларов по тогдашнему курсу).
Строил церкви в Ярославле, Усолье и Олонце.

## Церковь Николы Надеина

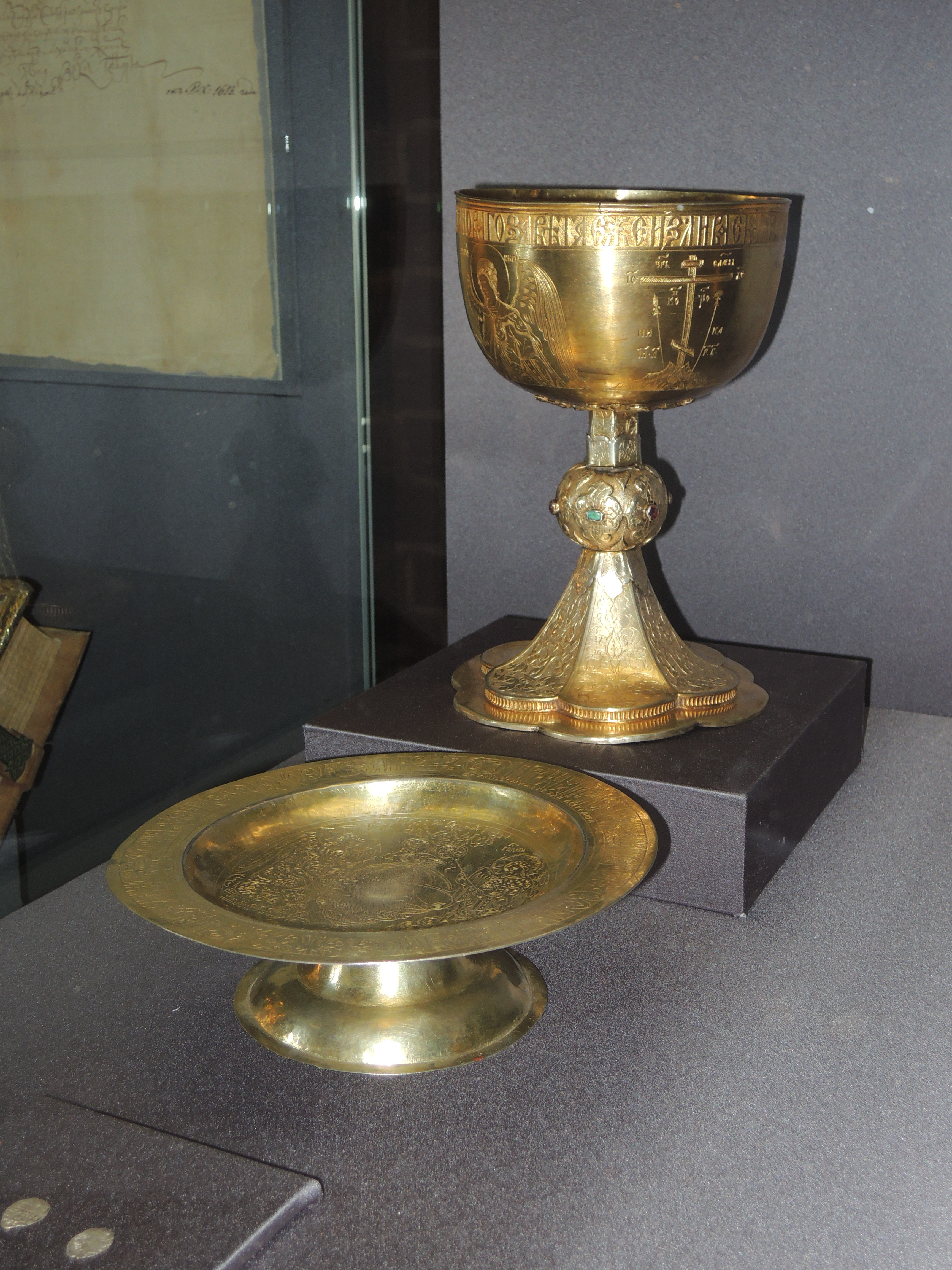
Серебряный потир и дискос. Вклад Надеи Светешникова в церковь Николая Надеина, Ярославль.

В период с 1620—1622 годы купец Надея Светешников строит в своей усадьбе на берегу Волги крупную пятиглавую церковь во имя Николая Чудотворца — покровителя торговцев и мореходов, получившую в честь своего основателя обиходное название Надеинская или Надеина. Церковь стала первой в числе более чем полусотни каменных храмов, возведённых посадскими людьми Ярославля в течение XVII века.

## Гибель
Закончил свою жизнь Надея Светешников трагически. С воцарением Алексея Михайловича один из богатейших людей страны впал в немилость и был практически разорён властями и доведён до смерти. Светешников имел неосторожность, ведая делами государевой казны царя Михаила Федоровича, в 1640 году взять в долг из Сибирского приказа «мягкую рухлядь» (меха) на сумму в 6570 рублей. Что стало с этими мехами неизвестно, но Михаил Федорович в 1645 году умер, а сын его, Алексей Михайлович, немедленно решил с Надеи эти деньги взыскать, вызвав его в Москву и там «поставив его на правёж» — должника ежедневно, кроме праздников, привязав к столбу, били в течение нескольких часов по ногам. По закону при долге в 100 рублей должник обязан был стоять на правеже 1 месяц, и пропорционально долгу дольше. Надея Светешников, не выдержав пыток и публичного позора, «стоя на правеже и не заплатя тех денег умер». Похоронен в Ярославле, в южном подклете выстроенной им церкви Николы Надеина (в советское время здесь был овощной склад; неизвестно, сохранились ли останки Светешникова). Возможно, с его гибелью связан самый крупный ярославский клад XVII века
Долг перед казной не был для Светешникова чем-то экстраординарным. Так, в 1644 году он оценивался в 10000 рублей. Взятие на продажу мехов из казны тоже было рутинной операцией. Да и сам Светешников безвозмездно ссужал царя. Скорее всего относительно временной задолженности имела место договоренность с царем Михаилом Федоровичем, которую его сын не захотел принимать в расчёт. Заказной характер расправы над Светешниковым подтверждают последующие события. Алексей Михайлович указал отписать на себя за долговые деньги всё имение Светешникова, в том числе и «соляные его варницы которые близко Самары в Соляных горах», то есть Усолье. Получив в свое владение солеварные заводы Светешникова, царь резко поднял цены на соль, а чтобы устранить конкурентов, ввёл госпошлину на соль, увеличившую её цену на две гривны на пуд. Ожидаемой прибыли он, однако, не получил, ввиду низкой покупательской способности населения, и в итоге случился соляной бунт 1648 года, укротить который царь смог, лишь удовлетворив требования бунтовщиков. Взятое «на государя» Надеино Усолье вскоре было возвращено сыну должника — Семёну Светешникову, а уплата отцовского долга была рассрочена на три года. Для этого оказалось достаточно поручительства богатого московского гостя В. Г. Шорина. Весной 1646 года сын Надеи Светешникова Семён Светешников смог выкупить у казны промысел. Однако он вскоре умер, в семье не осталось взрослых мужчин, способных эффективно вести дела, с начала 1650-х годов Надеинское Усолье сдавали на оброк предпринимателю К. Климшину. Сестра Надеи Светешникова Антонида в 1659-60 годах продала государственной казне главное семейное богатство, Надеино Усолье за 6500 рублей (что на 70 рублей меньше пресловутого долга Надеи).